# Zmago Jelinčič Plemeniti
Zmago Jelinčič Plemeniti (ur. 7 stycznia 1948 w Mariborze) – słoweński polityk i przedsiębiorca, długoletni poseł do Zgromadzenia Państwowego, założyciel i przewodniczący Słoweńskiej Partii Narodowej.

## Życiorys
Studiował farmację na Uniwersytecie Lublańskim. W trakcie studiów występował w teatrze i operze narodowej jako tancerz baletowy. Zajmował się prowadzeniem własnej działalności gospodarczej. W 1991 współtworzył i stanął na czele Słoweńskiej Partii Narodowej. W 2011 uzyskał magisterium w belgradzkiej akademii dyplomacji i bezpieczeństwa.
W 1992 po raz pierwszy został wybrany do słoweńskiego parlamentu, reelekcję uzyskiwał w 1996, 2000, 2004 i 2008, zasiadając w Zgromadzeniu Państwowym nieprzerwanie do 2011, kiedy to narodowcy nie przekroczyli wyborczego progu. Dwukrotnie kandydował również w wyborach prezydenckich, przegrywając w 1. turze. W 2002 otrzymał około 8,5% głosów (3. miejsce wśród 9 kandydatów), w 2007 poparło go około 19,2% głosujących (4. miejsce przy 7 pretendentach).
W 2018 narodowcy ponownie przekroczyli próg wyborczy, a ich lider powrócił do Zgromadzenia Państwowego; w 2022 jego ugrupowanie ponownie znalazło się poza parlamentem.